# Maria Ruckman
Maria Ruckman, född 22 januari 1810 i Stockholm, död 7 mars 1896 i Jakob och Johannes församling, Stockholm, var en svensk konstnär.
Hon var dotter till skådespelaren Maria Franck och gravören Johan Gustaf Ruckman. Ruckman var verksam som målare och tecknare. Hon finns representerad med fyra topografier i Nationalmuseum. Hon tillhörde den tidens kulturkretsar i Stockholm, och umgicks med den musikaliska familjen Josephsson, där det hölls regelbundna konserter och där hon ska ha spelat en viss roll för Wilhelmina Josephssons utveckling som pianist. Hon ägnade sig också åt filantropi och beskrivs som en av de mest betydande finansiärerna av Tysta skolan, som grundades 1860. Ruckman är begravd på Norra begravningsplatsen utanför Stockholm.